# Eerste klasse 2005-06 (voetbal België)
Het seizoen 2005/06 van de Belgische Jupiler League ging van start op 5 augustus 2005 en eindigde op 5 mei 2006. Voor het eerst zijn alle competitiematchen rechtstreeks te volgen via betalende digitale televisie en wordt elke speeldag één wedstrijd rechtstreeks uitgezonden door de openbare zender Sporza. Na nieuwjaar werd het seizoen opgeschrikt door een gok- en omkoopschandaal. Doordat de traditionele toppers RSC Anderlecht en Club Brugge een wisselvallig seizoen speelden, bleef de titelstrijd spannend. Tot de laatste speeldag streden RSC Anderlecht en Standard Luik voor de titel, maar RSC Anderlecht pakte uiteindelijk nog vlot zijn 28ste landstitel.

## Gepromoveerde teams
Deze teams promoveerden uit de Tweede Klasse voor de start van het seizoen:
- SV Zulte Waregem (kampioen) Eerste seizoen in de hoogste afdeling en nam de plaats in van KV Oostende.
- KSV Roeselare (winnaar eindronde) Eerste seizoen in de hoogste afdeling en nam de plaats in van RAEC Mons.

Beide teams presteerden goed. Zulte Waregem bleef lange tijd meedraaien boven in de rangschikking en ook KSV Roeselare dat vooraf als degradatiekandidaat was genoemd haalde goede resultaten. Beide ploegen slaagden er bovendien in om zich meteen te plaatsen voor Europees voetbal. Zulte Waregem won de beker en KSV Roeselare de fair play.

## Degraderende teams
Tot voor dit seizoen degradeerden de laatste twee teams uit de eindstand naar Tweede Klasse. Dit seizoen degradeert enkel het laatste team rechtstreeks, de voorlaatste moet een eindronde spelen met een aantal tweedeklassers waarin de club kan proberen het behoud te verzekeren.
Dit team degradeerde naar Tweede Klasse op het eind van het seizoen:
- RAA Louviéroise (laatste reguliere competitie) degradeerde na 6 seizoenen op het hoogste niveau.

K. Lierse SK speelde in de eindronde met tweedeklassers voor het behoud en won die. Daardoor zakte de voorlaatste niet, maar had die alsnog het behoud kunnen afdwingen.

## Clubs
Achttien ploegen speelden in 2005/06 in Eerste Klasse. De meeste clubs kwamen uit Vlaanderen, slechts vier clubs kwamen uit Wallonië en twee uit Brussel.
| #  | Club                | Plaats              | Stadion                      | Capac. | Trainer             | Vorige trainers seizoen 2005/06  | Aanvoerder               | Hoofdsponsor                   |
| -- | ------------------- | ------------------- | ---------------------------- | ------ | ------------------- | -------------------------------- | ------------------------ | ------------------------------ |
| 1  | KAA Gent            | Gent                | Jules Ottenstadion           | 18.215 | Georges Leekens     |                                  | Frédéric Herpoel         | VDK Spaarbank                  |
| 2  | RSC Anderlecht      | Anderlecht          | Constant Vanden Stockstadion | 28.063 | Frank Vercauteren   |                                  | Pär Zetterberg           | Fortis                         |
| 3  | KSK Beveren         | Beveren             | Freethiel                    | 13.290 | Edy De Bolle        | Vincent Dufour                   | Jonathan Joseph-Augustin | SportsTech                     |
| 4  | Excelsior Moeskroen | Moeskroen           | Le Canonnier                 | 9.000  | Gil Vandenbrouck    | Geert Broeckaert, Paul Put       | Steve Dugardein          | Meubelen Toff                  |
| 5  | Cercle Brugge       | Brugge              | Jan Breydelstadion           | 13.213 | Harm van Veldhoven  |                                  | Denis Viane              | 1207                           |
| 6  | Club Brugge         | Brugge              | Jan Breydelstadion           | 29.975 | Emilio Ferrera      | Jan Ceulemans                    | Gert Verheyen            | Dexia                          |
| 7  | Germinal Beerschot  | Antwerpen           | Olympisch Stadion            | 10.030 | Jos Daerden         | Marc Brys                        | Mario Cvitanović         | Sun Telecom / Garcia Jeanswear |
| 8  | FC Brussels         | Sint-Jans-Molenbeek | Edmond Machtensstadion       | 15.266 | Albert Cartier      |                                  | Alan Haydock             | Horeca Brussels                |
| 9  | RAA Louviéroise     | La Louvière         | Stade Communal du Tivoli     | 13.500 | Frédéric Tilmant    | Emilio Ferrera, Gilbert Bodart   | Olivier Guilmot          | CPH Banque                     |
| 10 | Lierse SK           | Lier                | Herman Vanderpoortenstadion  | 14.538 | René Trost          | Paul Put                         | Yves Van Der Straeten    | Krefima                        |
| 11 | KSC Lokeren         | Lokeren             | Daknamstadion                | 9.560  | Rudi Cossey         | Slavoljub Muslin, Aimé Anthuenis | Arnar Viðarsson          | Edialux                        |
| 12 | Racing Genk         | Genk                | Fenixstadion                 | 21.000 | Hugo Broos          |                                  | Jan Moons                | Carglass / Euphony             |
| 13 | KSV Roeselare       | Roeselare           | Schiervelde                  | 9.653  | Dennis van Wijk     |                                  | Frederik Vanderbiest     | Midera Safety                  |
| 14 | Sint-Truidense VV   | Sint-Truiden        | Staaien                      | 14.785 | Thomas Caers        | Herman Vermeulen, Peter Voets    | Peter Delorge            | Belisol                        |
| 15 | Sporting Charleroi  | Charleroi           | Mambourg                     | 18.593 | Jacky Mathijssen    |                                  | Frank Defays             | Crefibel / Brutélé             |
| 16 | Standard de Liège   | Luik                | Stade Maurice Dufrasne       | 30.023 | Dominique D'Onofrio |                                  | Sérgio Conceição         | ALE Télédis                    |
| 17 | KVC Westerlo        | Westerlo            | 't Kuipje                    | 8.000  | Herman Helleputte   |                                  | Chris Janssens           | Cash & Fresh                   |
| 18 | Zulte-Waregem       | Waregem             | Regenboogstadion             | 10.200 | Francky Dury        |                                  | Stefan Leleu             | Molecule                       |

| 1 2 3 4 5 6 7 8 9 10 11 12 13 14 15 16 17 18 Geografische verspreiding clubs |

## Titelstrijd
Voor het seizoen waren zoals telkens de laatste jaren RSC Anderlecht en uittredend landskampioen Club Brugge titelkandidaten, hoewel de laatste enkele belangrijke spelers had moeten laten gaan. Beide clubs kenden echter een relatief moeilijk seizoensbegin, terwijl Standard Luik verrassend goed speelde en een groot stuk van de eerste competitiehelft aan de leiding ging. Club Brugge kende eind september een moeilijke periode en stond tegen begin november 7 punten achter op Anderlecht en 9 op Standard. Een andere topclub, KRC Genk, kon zijn ambitities niet waarmaken en behaalde pas op zesde speeldag zijn eerste overwinning, de club had daarvoor slechts 4 punten verzameld. Alle toppers kenden echter moeilijkheden en lieten regelmatig punten liggen en uiteindelijk ging Standard als leider de winterstop in met twee punten voorsprong op Anderlecht en drie op Club Brugge dat zo opnieuw volop meedeed.
Na de winterstop bleven alle toppers afwisselend presteren, zodat ze in elkaars buurt bleven. Eind februari en begin maart moest Club Brugge echter de rol lossen. Hoewel ook de tegenstanders met punten bleven morsen telde Club tegen de topper thuis tegen Anderlecht een achterstand van 3 punten op Standard en 4 op Anderlecht. Brugge moest winnen om aansluiting bij de twee concurrenten te houden. Anderlecht won de wedstrijd met 0-2 en Brugge leek zo uitgeteld. Standard volgde op drie punten van de Brusselaars, Brugge op 7. De week erop leek het voor Brugge helemaal gedaan, toen het met 4-1 verloor op het veld van KAA Gent, dat zo zelfs Brugge kwam bedreigen voor een UEFA-cup ticket. Standard bleef echter meespelen voor de titel en slaagde er zelfs weer de leiding te pakken op Anderlecht. De Luikse club had een voorsprong van 1 punt toen op 21 april de topper werd gespeeld op het veld van Anderlecht. Standard verloor echter met 2-0 en zo kwam Anderlecht met nog twee speeldagen te gaan weer op kop. Tekenend voor het verloop van de competitie was de voorlaatste speeldag. Koploper Anderlecht liet belangrijke punten liggen toen het bleef steken op een 0-0 gelijkspel tegen KAA Gent, maar ook concurrent Standard bleef weer morsen met punten en speelde gelijk tegen KSV Roeselare. De laatste speeldag moest de beslissing brengen. Anderlecht had het lot in eigen handen en was met een zege zeker van de titel, terwijl Standard zelf moest winnen en hopen op puntenverlies van de concurrent. RSC Anderlecht won vlot met 3-0 van Zulte Waregem en verzekerde zich zo van de titel. Standard liet het helemaal afweten en verloor met 0-2 tegen Gent en eindigde het seizoen zelfs met een 1 op 9.

## Europese strijd
Standard, Club Brugge en RSC Anderlecht die streden voor de titel bezetten eveneens de plaatsen die recht geven op Europees voetbal. Daaronder proberen enkele clubs alsnog aansluiting te vinden, zoals Genk en Gent die zich na een slechte start konden herstellen en de verrassingen Westerlo en vooral SV Zulte Waregem.
Toen Club Brugge op 26 maart de topper verloor tegen Anderlecht en een week later met 4-1 onderuit ging tegen KAA Gent, moest Brugge zich op deze Europese plaats concentreren in plaats van de titel. In de eerste plaats Gent, maar ook Genk en Zulte Waregem kwamen opnieuw sterker in de running voor de Europese plaats. Genk volgde op grotere afstand. Zulte Waregem had ondertussen de Belgische bekerfinale bereikt, en zette een zwak seizoenseinde neer. Met een 2 op 21 na de 32ste speeldag was de club helemaal uitgeteld voor Europees voetbal via de competitie, en kwam zelfs hun zesde plaats in gedrang, en moest men rekenen op Bekerwinst om Europees te kunnen spelen. Standard en Anderlecht hadden een ruime voorsprong en voelden zich zeker van een plaats in de Champions League (of de voorronde).
KAA Gent zette een sterk seizoenseinde neer waarin het nog een gooi deed naar de derde plaats, zeker na de winst tegen rechtstreekse concurrent Club Brugge. Gent bleef sterk presteren, bij Brugge werd trainer Jan Ceulemans vervangen door Emilio Ferrera onder wie de ploeg een sterk seizoenseinde neerzette. Club Brugge won zijn wedstrijden, op een gelijkspel op de voorlaatste speeldag na, en kon zo KAA Gent op 3 punten achter zich houden en zich van een plaats in de UEFA Cup verzekeren. Door het gelijkspel de voorlaatste speeldag miste Brugge zelfs nog de kans om in extremis de plaats in de Champions League voorronde van Standard af te snoepen en strandde op één puntje van de Luikenaars.
In dit seizoen kwalificeerde KSV Roeselare zich bij zijn eersteklassedebuut bovendien voor Europees voetbal. België was in de top-10 geëindigd van het UEFA Fair Play-klassement. Oorspronkelijk leek het dat Roeselare rechtstreeks Europees zou kunnen spelen doordat België dit klassement aanvoerde, maar op de afsluitdatum van het klassement stond niet België maar Zweden eerste. Bij lottrekking werden uit de volgende tien landen nog twee clubs geselecteerd. Roeselare kwam uit de bus en de club werd zo alsnog met een Europees ticket beloond.

## Degradatiestrijd
Lierse SK kende een enorm slechte eerste seizoenshelft en nam een afgetekende laatste plaats in. Ondanks het omkoopschandaal in februari zette de club echter een goede reeks neer en kon opnieuw aansluiting vinden met de andere clubs. La Louvière, dat sterk betrokken was geraakt in het omkoopschandaal, kende ook op sportief vlak een moeilijk seizoen. De club belandde in de staart van de rangschikking en was nog voor de slotspeeldag zeker van degradatie.
De strijd om de voorlaatste positie te ontlopen duurde net als de titelstrijd tot de laatste speeldag. KSK Beveren stond 16de, Lierse 17de en voorlaatste op één punt. Beide clubs slaagden erin te winnen met 1-0. Beveren kon zich zo van behoud verzekeren, Lierse werd ondanks een betere tweede seizoenshelft verwezen naar de eindronde met tweedeklassers. Aanvankelijk leek Lierse die vlot te gaan winnen, maar na puntenverlies bleef het tot de laatste speeldag daar spannend. Uiteindelijk eindigde Lierse er toch als eerste, waardoor de club niet moest degraderen.

## Eindstand
|         |    |                                  | P  | W  | G  | V  | +  | -  | DS  | Ptn |
| ------- | -- | -------------------------------- | -- | -- | -- | -- | -- | -- | --- | --- |
| K (CL)  | 1  | RSC Anderlecht                   | 34 | 20 | 10 | 4  | 72 | 27 | 45  | 70  |
| (CL)    | 2  | R. Standard de Liège             | 34 | 19 | 8  | 7  | 51 | 28 | 23  | 65  |
| (UEFA)  | 3  | Club Brugge KV                   | 34 | 18 | 10 | 6  | 51 | 33 | 18  | 64  |
|         | 4  | KAA Gent                         | 34 | 18 | 7  | 9  | 48 | 34 | 14  | 61  |
|         | 5  | KRC Genk                         | 34 | 16 | 9  | 9  | 52 | 38 | 14  | 57  |
|         | 6  | Germinal Beerschot               | 34 | 14 | 7  | 13 | 50 | 45 | 5   | 49  |
| (beker) | 7  | SV Zulte Waregem                 | 34 | 14 | 7  | 13 | 51 | 49 | 2   | 49  |
|         | 8  | KSC Lokeren Oost-Vlaanderen      | 34 | 12 | 11 | 11 | 48 | 49 | −1  | 47  |
|         | 9  | KVC Westerlo                     | 34 | 13 | 7  | 14 | 42 | 48 | −6  | 46  |
|         | 10 | FC Brussels                      | 34 | 12 | 10 | 12 | 30 | 30 | 0   | 46  |
|         | 11 | R. Sporting du Pays de Charleroi | 34 | 11 | 12 | 11 | 39 | 39 | 0   | 45  |
| (fair)  | 12 | KSV Roeselare                    | 34 | 10 | 11 | 13 | 44 | 42 | 2   | 41  |
|         | 13 | R. Excelsior Mouscron            | 34 | 11 | 4  | 19 | 43 | 43 | 0   | 37  |
|         | 14 | Cercle Brugge KSV                | 34 | 10 | 7  | 17 | 38 | 61 | −23 | 37  |
|         | 15 | K. Sint-Truidense VV             | 34 | 8  | 10 | 16 | 36 | 49 | −13 | 34  |
|         | 16 | KSK Beveren                      | 34 | 9  | 6  | 19 | 35 | 55 | −20 | 33  |
| E       | 17 | K. Lierse SK                     | 34 | 8  | 8  | 18 | 22 | 52 | −30 | 32  |
| D       | 18 | RAA Louviéroise                  | 34 | 4  | 14 | 16 | 26 | 56 | −30 | 26  |

P: wedstrijden gespeeld, W: wedstrijden gewonnen, G: gelijke spelen, V: wedstrijden verloren, +: gescoorde doelpunten, -: doelpunten tegen, DS: doelsaldo, Ptn: totaal punten
K: kampioen, D: degradeert, E: naar eindronde (beker): bekerwinnaar, (CL): geplaatst voor Champions League, (UEFA): geplaatst voor UEFA-beker
Aanvankelijk eindigde Zulte Waregem zesde en Germinal Beerschot Antwerpen zevende. Op 2 juni, enkele weken na het afsluiten van de competitie, kreeg GBA van de evocatiecommissie opnieuw gelijk in een zaak omtrent een wedstrijd tegen Cercle Brugge. Cercle had speler Brian Pinas opgesteld, die echter niet op het wedstrijdblad stond. De uitslag van deze wedstrijd bleef 5-0, waardoor GBA twee punten bijkreeg, en Cercle een verloor. GBA steeg daardoor alsnog een plaatsje in de eindrangschikking, Cercle zakte er een.

## Topscorers
| Scorer            | Goals | Team                          | Land             |
| ----------------- | ----- | ----------------------------- | ---------------- |
| Tosin Dosunmu     | 18    | Germinal Beerschot            | Nigeria          |
| Mohammed Tchité   | 16    | Standard de Liège             | Congo-Kinshasa   |
| Aristide Bancé    | 15    | KSC Lokeren                   | Burkina Faso     |
| Boško Balaban     | 13    | Club Brugge                   | Kroatië          |
| Kevin Vandenbergh | 12    | KRC Genk                      | België           |
| Wagneau Eloi      | 11    | KSV Roeselare                 | Frankrijk/ Haïti |
| Mbo Mpenza        | 11    | RSC Anderlecht                | België           |
| Jackson Coelho    | 10    | KVC Westerlo                  | Brazilië         |
| Igor De Camargo   | 10    | FC Brussels/Standard de Liège | Brazilië         |
| Mahamadou Dissa   | 10    | KSK Beveren                   | Mali             |
| Salou Ibrahim     | 10    | SV Zulte Waregem              | Ghana            |
| Tony Sergeant     | 10    | SV Zulte Waregem              | België           |
| Serhat Akın       | 10    | RSC Anderlecht                | Turkije          |

## Individuele prijzen

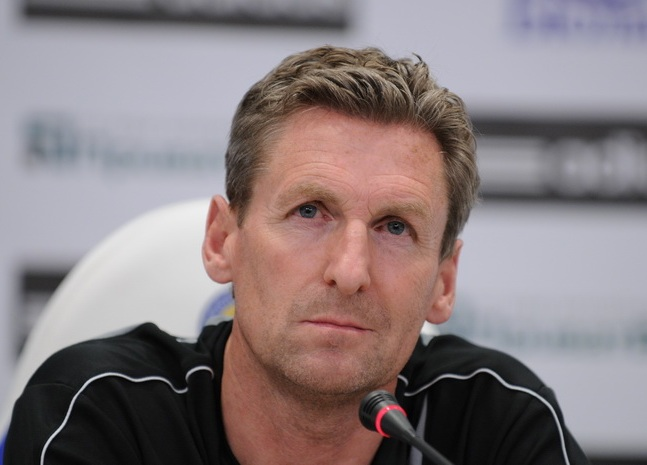
Francky Dury veroverde in zijn eerste jaar op het hoogste niveau meteen de beker en een Europees ticket.

| Prijs                        | Winnaar          | Club             |
| ---------------------------- | ---------------- | ---------------- |
| Gouden Schoen:               | Sergio Conceição | Standard Luik    |
| Profvoetballer van het Jaar: | Mbark Boussoufa  | KAA Gent         |
| Belofte van het Jaar:        | Mbark Boussoufa  | KAA Gent         |
| Trainer van het Jaar:        | Francky Dury     | SV Zulte Waregem |
| Keeper van het Jaar:         | Vedran Runje     | Standard Luik    |
| Scheidsrechter van het Jaar: | Paul Allaerts    | /                |
| Ebbenhouten Schoen:          | Mbark Boussoufa  | KAA Gent         |